# Publio Servilio Prisco
Publio Servilio Prisco (en latín Publius Servilius Priscus; f. 463 a. C.) fue uno de los cónsules romanos durante el año 463 a. C., con Lucio Ebucio Helva como colega. Era hijo del cónsul del año 476 a. C., Espurio Servilio Estructo, quien falleció durante su consulado, víctima de la gran peste que asoló a Roma en este año.

## Biografía
Ambos cónsules toman posesión de su cargo en las calendas de agosto, pues es cuando comienza el año consular. A partir de las calendas de septiembre, el ganado es atacado por una epidemia, que también afecta a los hombres. Según Dionisio de Halicarnaso, la epidemia se inicia en las crías de asnos, se extiende luego a los rebaños de cabras y ovejas, y por fin a los pastores. Esta epidemia, mortal para humanos y animales, podría ser el tifus. Los campesinos y sus rebaños, al refugiarse en Roma, extienden la epidemia que mata a hombres y bestias. El cónsul Helva muere primero y luego Prisco.
Habiendo hallado la muerte ambos cónsules, se nombra a un interrex, a fin de elegir nuevos cónsules durante los cinco días de su mandato. Las elecciones consulares tienen lugar en 462 a. C., durante el interregno de Publio Valerio Publicola, con la elección de Lucio Lucrecio Tricipitino y de Tito Veturio Gémino Cicurino.